# 一肚皮集
《一肚皮集》，為台灣清治時期中期的文集，出版約19世紀中末期。《一肚皮集》作者為吳子光，其書名乃取中國宋朝文豪蘇東坡的一肚皮不合時宜辭意。
曾擔任淡水廳（位於今新竹市）同知幕僚的吳子文，他所著的《一肚皮集》共有18卷，其中卷6、卷7、卷17及卷18的描寫台灣物產、原住民生活、漢人習俗的內文最具歷史意義。

## 章節內容
- 總論：附論文；附作者之文學觀
- 書，吳子光書信集
- 傳，嘉應同邑賢人介紹
- 記，臺灣山川、景觀、建築、物產
- 說，說經論史及評議台灣政治
- 雜說
- 考、雜考，文學、人事、禮典、器物考索
- 紀事，台灣誌異、山川、物產、漢番（原住民）風俗
- 序，台灣佛道教科儀介紹。